# Altomünster (kloster)

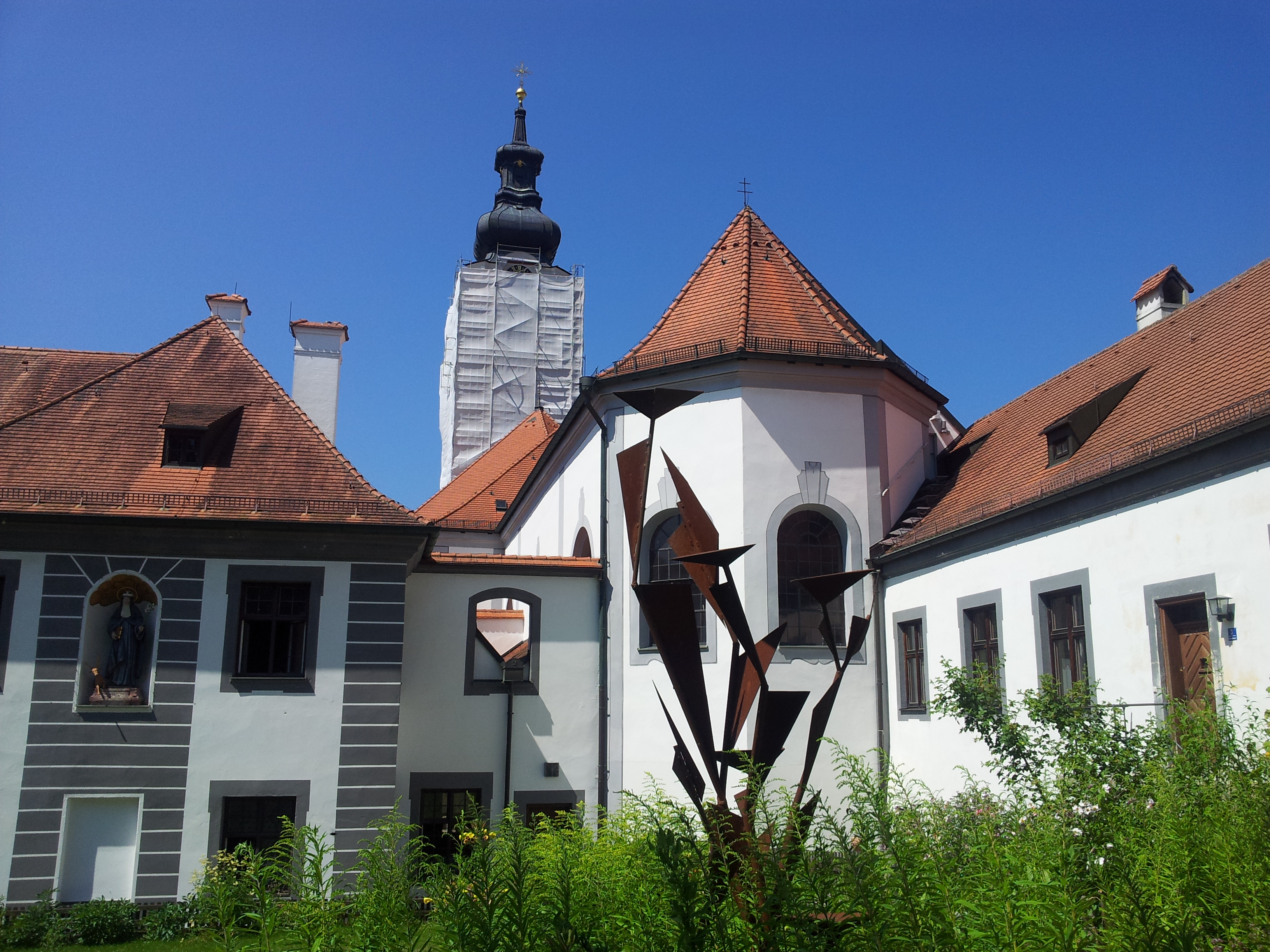
Klostret i Altomünster.

Altomünsterklostret är ett sedan 2017 upplöst  birgittinkloster i Altomünster, Bayern.  Det tillhörde det katolska München och Freisings ärkestift.

## Historia
Klostret i Altomünster grundades av den helige Alto som benediktinmunkkloster och kyrkan lär ha invigts av Sankt Bonifatius omkring år 750. Klostret överlämnades senare till benediktinnunnor och 1497 till birgittinorden. Det bestod som dubbelkloster till 1803 då det sekulariserades. Ludvig I av Bayern återupprättade klostret 1841, dock endast för nunnor.
År 1692 fick två av klostrets präster tillåtelse att flytta till Birgittahuset i Rom. Den filial som där inrättades bestod till 1798.
Altomünster är ett av de få från medeltida birgittinklostren, som existerat som sådant in i  modern tid. I december 2016 beslöt dock stiftet i München att klostret skulle stängas, eftersom det då endast fanns en nunna kvar. Klostret stängdes 2017.